# Generation Terrorists
Generation Terrorists ist das Debüt der walisischen Band Manic Street Preachers. 

## Hintergrund
Es erschien am 10. Februar 1992. Der Stil der Aufnahme ist vergleichbar mit dem Album Appetite for Destruction von Guns N’ Roses; die Band verfolgte einen Gitarren-orientierten Hard Rock, welcher auf den späteren Alben einem etwas leiseren Alternative Rock wich. Die Texte sind sehr stark vom Sozialismus der Band-Mitglieder inspiriert – 16 der 18 Lieder haben einen politischen/Gesellschafts-kritischen Text. Dies ging so weit, dass in den USA nur eine entschärfte Aufnahme der LP verkauft werden durfte (dasselbe geschah auch The Clash bei der Veröffentlichung ihres selbstbetitelten Debüts).

## Trackliste
1. Slash ’N’ Burn – 3:59
2. Nat West – Barclays – Midlands – Lloyds – 4:32
3. Born To End – 3:55
4. Motorcycle Emptiness – 6:08
5. You Love Us – 4:18
6. Love’s Sweet Exile – 3:29
7. Little Baby Nothing – 4:59
8. Repeat (Stars And Stripes) – 4:09
9. Tennessee – 3:06
10. Another Invented Disease – 3:24
11. Stay Beautiful – 3:10
12. So Dead – 4:28
13. Repeat (UK) – 3:09
14. Spectators Of Suicide – 4:40
15. Damn Dog – 1:52
16. Crucifix Kiss – 3:39
17. Methadone Pretty – 3:57
18. Condemned To Rock ’N’ Roll – 6:06